# Longitudinal Sur (avenida de Temuco)
Longitudinal Sur, también llamada Acceso Sur a Temuco, es una arteria vial de la conurbación del Gran Temuco, Chile. Recorre la comuna de Padre Las Casas. Posee dos calzadas de siete metros de ancho por sentido.

## Remodelaciones
El tramo de un kilómetro entre el río Cautín y la avenida Guido Beck de Ramberga fue remodelado en 2014-2015 ya que anteriormente tenía una sola vía. Las obras se iniciaron el 25 de agosto de 2014 y tuvieron un costo de 899 000 000 de pesos chilenos (1 541 000 dólares estadounidenses de la época) financiados por el Ministerio de Transportes. El plazo de ejecución fue de trescientos sesenta días.
Actualmente, existe un nuevo proyecto para mejorar la vía debido a la congestión que producirá la apertura del Hospital de Padre Las Casas. Se tratará de un túnel o un paso bajo nivel continuo entre el puente Cautín y el peaje Licanco, que incluirá una rotonda en la avenida Circunvalación y un nuevo cruce en el camino al aeródromo Maquehue. El Gobierno Regional de La Araucanía solicitó al Ministerio de Obras Públicas que el plan fuera prioritario, lo que significa que el diseño se trabajó en 2019 y las obras se llevarán a cabo durante 2020 y 2021.

## Transporte público

### Autobuses urbanos
Las líneas de microbuses que circulan por la Longitudinal Sur son:
- 6C: Villa Los Ríos-Quepe.
- 8C: Pulmahue-Quepe.
- 8D: Puente Niágara-Maquehue.
- 66A: Pillanlelbún-Quepe.[4]

## Plaza de peaje
- Licanco[2] (solamente en sentido sur-norte).

## Cordones sanitarios
Durante la pandemia de enfermedad por coronavirus de 2020, las autoridades establecieron cordones sanitarios en los siguientes puntos del Acceso Sur a Temuco:
- Avenida Guido Beck de Ramberga.
- Peaje Licanco.[5]